# 国際連合安全保障理事会決議1450
国際連合安全保障理事会決議1450（こくさいれんごうあんぜんほしょうりじかいけつぎ1450 英: United Nations Security Council Resolution 1450）は、2002年12月13日に国際連合安全保障理事会において賛成票多数により採択された決議。

## 概要
国際連合憲章第7章、決議1189（1998年8月13日に全会一致で採択：アメリカ大使館爆破事件に対する非難）、決議1269（1999年10月19日に全会一致で採択：テロリズムに対する国際協力）、決議1368（2001年9月12日に全会一致で採択：アメリカ同時多発テロ事件に対する非難）、および決議1373（2001年9月28日に全会一致で採択：反テロリズムに関する決議）を踏まえた上で、国際連合安全保障理事会は同年11月28日にケニアのキカンバラとモンバサ・カウンティのモンバサ島で発生したモンバサ爆弾テロ事件を非難した。
国際連合安全保障理事会はテロ行為によって脅かされている国際平和と安全を守るために断固闘い抜く必要性を強調し、爆弾テロ防止条約とモントリオール条約を遵守するべきとの国家としての義務を改めて確認した。決議1390（2002年1月16日に全会一致で採択：国際テロ組織「ターリバーン」と「アルカーイダ」への制裁継続）に基づく義務事項を確認した上で、今回の爆弾テロ事件にアルカーイダが犯行声明を出していることに対して遺憾の意を表明するとともに、爆弾テロ事件の犠牲者の遺族、ケニア国民とイスラエル国民、およびケニアとイスラエルの両政府に対して同情と哀悼の意を表した。
決議1450においては、世界各国が今回の決議に基づいて爆弾テロ事件の容疑者を裁判にかけるように要求した。最後に国際連合安全保障理事会は今後ともあらゆるテロ行為に対して立ち向かっていく決意を表明して閉会した。
決議1450は反対票を投じたシリアを除く14か国の賛成票により採択された。決議の中でシリア国際連合代表はテロ行為そのものは非難したものの、決議文の中でイスラエルという言葉が幾度も繰り返され、決議の趣旨から逸脱しているとの理由により反対票を投じたと説明した。さらにシリア国際連合代表はイスラエルこそパレスチナ人に対して「テロリストの残虐行為」を日常茶飯事に遂行していると述べた。今回の決議採択はイスラエルの過失に言及するとともに非難するという初めてのケースとなった。国際連合安全保障理事会は1994年7月18日に発生したアルゼンチン・イスラエル相互協会爆破事件の後にイスラエルの過失についての言及は行っていなかった。